# 박경추
박경추(朴勍趨, 1969년 7월 5일 ~ )는 대한민국 문화방송의 아나운서다.

## 학력
- 서울대학교 외교학과 졸업

## 경력
- 1997년 ~ : MBC 문화방송 아나운서
- 2018년 11월 ~ 2020년 2월 : MBC 문화방송 아나운서2부장
- 2020년 3월 ~2024년 2월 : MBC 문화방송 아나운서국장
- 2024년 2월 ~ 2025년 2월: MBC 사장 특보
- 2025년 2월 ~ : MBC 기획국장

## 출연 프로그램
- 《MBC 100분 토론》(2020년 2월 6일 ~ 2020년 7월 30일)
- 《5 MBC 뉴스》 (2019년 7월 15일 ~ 2020년 1월 31일)
- 《이리와 안아줘》 - 길성식 역 (2018년)
- 《시사토크 이슈를 말한다》 (2017년 ~ 2018년)
- 《MBC 뉴스투데이》 (2017년 12월 26일 ~ 2018년 6월 29일)
- 《뉴스&정보 피자의 아침》 (2000년, 토요일)
- 《6시 뉴스매거진》 (2010년 11월 1일 ~ 2011년 12월 21일)
- 《출발! 비디오 여행》 (2004년 ~ 2012년)
- 《MBC 스페셜 최민수, 죄민수... 그리고 소문》 (2009년)
- 《MBC 저녁 630 뉴스》 (2006년 ~ 2010년 10월 29일)
- 《생방송 토요이레》 (2005년)
- 《MBC 일촌클리닉 터놓고 말해요》 (2005년)
- 《행복한 책읽기》 (2001년 ~ 2003년)
- 《장수보감》 (2002년)
- 《메이저 리그 포커스》 (2001년)
- 《MBC 스포츠뉴스》 (2000년 5월 15일 ~ 2001년 11월 2일, 2003년 4월 28일 ~ 2006년 4월 28일[1])
- 《MBC 1분뉴스》 (1999년)
- 《푸른세상 만들기》 (2000년)
- 《우리말 나들이》
- 《MBC 스페셜》(2009년 2월 8일)  내레이션[2]

1. ↑  재진행시 이름 부르지 못함
2. ↑  저작권 문제로 영상판매 구입자료 시 주의였다.